# Casimir van Koźle
Casimir van Koźle (circa 1312 - 2 maart 1347) was van 1336 tot aan zijn dood hertog van Cosel (Koźle). Hij behoorde tot de Silezische tak van het huis Piasten.

## Levensloop
Casimir was de oudste zoon van hertog Wladislaus van Bytom en diens eerste echtgenote Beatrix, dochter van markgraaf Otto V van Brandenburg.
Na het overlijden van hertog Leszek van Ratibor keerde het district Cosel in 1336 terug naar het hertogdom Bytom. Zijn vader stond het district onmiddellijk af van Casimir. Over zijn leven is weinig bekend. Wegens zijn verkwistende levensstijl en hoge schulden betaalde hij evenwel niet langer de Sint-Pieterspenning, waardoor hij door de katholieke kerk werd geëxcommuniceerd.
Casimir bleef ongehuwd en kinderloos. Hij stierf in 1347, waarna hij als hertog van Cosel werd opgevolgd door zijn halfbroer Bolesław. Zijn begraafplaats is onbekend. 